# São Martinho
São Martinho este un oraș în Rio Grande do Sul (RS), Brazilia.